# 任速哥
任速哥，元朝官员，渤海人。
任速哥侍奉父母以孝顺闻名，承袭父亲的官职为右卫千户。元英宗时，出入禁中。英宗待他以心腹，将选择重要职务安置他。不久，英宗被铁失弑杀，他于是不出仕。致和元年（1328年）泰定帝驾崩，倒剌沙在上都专权。任速哥与平章政事速速奉豫王令，联合燕帖木儿发兵堵住居庸关，遣使于江陵迎接怀王，怀王即位为元文宗。任速哥因功，被任命为礼部尚书。后来历任长宁寺卿、安丰路总管、寿福府总管、都水使者。人们问他拥戴之事，他谦逊称谢，终无所言。